# Ouled Gacem
Ouled Gacem è un comune dell'Algeria, situato nella provincia di Oum el-Bouaghi.